# Okręg Fougères-Vitré
Okręg Fougères-Vitré (fr. Arrondissement de Fougères-Vitré) – okręg w północno-zachodniej Francji. Populacja wynosi 168 tysięcy.

## Podział administracyjny
W skład okręgu wchodzą następujące kantony:
- Antrain,
- Argentré-du-Plessis,
- Châteaubourg,
- Fougères-Nord,
- Fougères-Sud,
- Guerche-de-Bretagne,
- Louvigné-du-Désert,
- Retiers,
- Saint-Aubin-du-Cormier,
- Saint-Brice-en-Coglès,
- Vitré-Est,
- Vitré-Ouest.